# Mestferki
Mestferki (arabisch مستفركي; Zentralatlas-Tamazight ⵎⴰⵙⵜⴼⵔⴽⵢ) ist ein Ort und eine Landgemeinde (commune rurale) in der Präfektur Oujda-Angad in der Region Oriental im Nordosten Marokkos.

## Lage und Klima
Die Oase von Mestferki liegt etwa 42 km (Fahrtstrecke) südwestlich der Regionalhauptstadt Oujda in einer Höhe von ca. 850 m in einer halbwüstenartigen Umgebung. Das Klima ist trocken und warm; Regen (ca. 250 mm/Jahr) fällt überwiegend im Winterhalbjahr.

## Bevölkerung
| Jahr      | 1994 | 2004 | 2014 | 2024 |
| Einwohner | 5506 | 4832 | 4378 | 4335 |

Die Einwohner von Mestferki sind nahezu ausschließlicher berberischer Abstammung.

## Wirtschaft
Trotz des eher trockenen Klimas und des Fehlens von Flüssen wird in geschützten Tallagen Landwirtschaft betrieben. Das notwendige Wasser wird mittels Tiefenbrunnen gefördert.

## Geschichte und Sehenswürdigkeiten
Aufgrund der schriftlosen Kultur der Berber gibt es keine schriftlich niedergelegten Angaben zur Geschichte. Mestferki hat keine historisch oder kulturell bedeutsamen Bauten.